# Лисичанский комбинат хлебопродуктов
Лисичанский комбинат хлебопродуктов — предприятие пищевой промышленности в городе Лисичанск Луганской области Украины.

## История
Лисичанский комбинат хлебопродуктов был создан в 1961 году на базе нескольких ранее существовавших предприятий мукомольной промышленности в результате их объединения. В советское время комбинат входил в число ведущих предприятий города.
После провозглашения независимости Украины комбинат перешёл в ведение министерства сельского хозяйства и продовольствия Украины.
В марте 1995 года Верховная Рада Украины внесла комбинат в перечень предприятий, приватизация которых запрещена в связи с их общегосударственным значением.
После создания в августе 1996 года государственной акционерной компании "Хлеб Украины" комбинат стал дочерним предприятием ГАК "Хлеб Украины".
В ноябре 1997 года Кабинет министров Украины утвердил решение о приватизации комбината, в дальнейшем государственное предприятие было преобразовано в открытое акционерное общество.
31 августа 1999 года Кабинет министров Украины разрешил продажу оставшегося в государственной собственности контрольного пакета акций КХП.
В марте 2000 года суд города Славяносербск принял решение взыскать с КХП около 2 млн. гривен за просроченный кредит банка "Укрсоцбанк". В начале апреля 2000 года было открыто исполнительное производство и наложен арест на 4 единицы имущества КХП (элеватор, два складских помещения и гараж), стоимость которых была оценена в 6 млн. гривен. В дальнейшем, 8 июня 2001 года эти объекты были проданы. 
В марте 2002 года был объявлен тендер по продаже контрольного пакета акций ОАО "Лисичанский комбинат хлебопродуктов". Узнав о предстоящих торгах, несколько кредиторов комбината подали иск в суд, требуя изъятия имущества из акта описи. По решению суда исполнительное производство приостанавливается, а директору луганского филиала "Укрспецюст" запретили проводить торги, но несмотря на решение об отмене аукциона, "Укрспецюст" всё же провёл его и продал все имущество КХП компании, победившей на предыдущих торгах. 
В дальнейшем, в ходе расследования было установлено, что КХП был продан за 2,2 млн. гривен при балансовой остаточной стоимости 10 млн. гривен. В сентябре 2002 года луганское отделение Фонда государственного имущества Украины подало иск о признании аукциона незаконным и возвращения КХП в государственную собственность. Иск был удовлетворен Донецким апелляционным судом. 
В начале декабря 2002 года хозяйственный суд Луганской области возбудил дело о банкротстве КХП.
В начале ноября 2003 года КХП возобновил работу и вновь начал помол зерна и производство муки высшего, первого и второго сорта. Позднее решение Донецкого апелляционного суда попытались оспорить в судебном порядке, но высший хозяйственный суд Украины отказал в удовлетворении исковых требований.
В связи с наличием непогашенной задолженности по налогам, 27 февраля 2008 года решением хозяйственного суда Луганской области по делу №12/130б Лисичанский КХП был признан банкротом и началась процедура ликвидации предприятия.

## Деятельность
Основными функциями предприятия являлись приём, хранение и переработка зерна. Мукомольное производство комбината производило пшеничную муку высшего, первого и второго сорта, а также ячменную муку.
Общая ёмкость КХП составляла 42,9 тыс. тонн (в том числе элеваторная - 36 тыс. тонн и складская - 6,9 тыс. тонн).
На балансе предприятия имелся служебный автотранспорт (автобус ЛАЗ-699Р).